# Требовое
Требовое — деревня в Зарайском районе Московской области, в составе муниципального образования сельское поселение Каринское (до 29 ноября 2006 года входила в состав Летуновского сельского округа).

## География
Требовое расположено в 18 км на юго-восток от Зарайска, на ручье Теребовая, притоке реки Пилис (правом притоке Мечи), высота центра деревни над уровнем моря — 161 м.

## Население
| 2002 | 2006 | 2010 |
| ---- | ---- | ---- |
| 0    | →0   | ↗6   |

## История
Требовое впервые в исторических документах упоминается в Окладных книгах 1676 года. В 1790 году в деревне числилось 4 двора и 47 жителей, в 1858 году — 22 двора и 89 жителей, в 1884 году — 119 жителей, в 1906 году — 18 дворов и 140 жителей. В 1932 году был образован колхоз «Подарок 17- му Октябрю» с 1950 года вошёл в колхоз им. Горького, с 1960 года — в составе совхоза «Родина».